# Héctor Majul
Héctor Tufik Majul Villasenor (Città del Messico, 7 maggio 1994) è un hockeista su ghiaccio messicano, di ruolo attaccante.

## Biografia
Venne scoperto all'età di sei anni dall'allenatore ed ex giocatore Boris Dorozhenko, all'epoca responsabile dello sviluppo per la Federazione di hockey su ghiaccio del Messico. Dorozhenko si trasferì in Arizona per aprire una propria scuola di hockey su ghiaccio, ed all'età di 14 anni Majul lo raggiunse, con un visto da studente. Terminata la high school, Majul rimase negli USA, dapprima grazie ad un visto come atleta dilettante, poi nuovamente con un visto da studente quando - nel 2015 - arrivò al Curry College dove giocò con la squadra dell'università, i Curry Colonels in NCAA III Division.
Nell'agosto del 2017, di ritorno da un viaggio in Messico per trovare alla famiglia, Majul venne fermato all'aeroporto William P. Hobby di Houston perché nel beauty case della compagna, rientrata negli Stati Uniti qualche giorno prima e rimasto nel bagaglio di Majul, venne ritrovato un medicinale per il trattamento del disturbo da deficit di attenzione/iperattività, classificato come sostanza controllata. Majul venne fermato per il possesso della sostanza, ed interrogato a lungo. Durante l'interrogatorio ammise di essere negli Stati Uniti d'America per provare a diventare un giocatore professionista, e questo venne ritenuto dagli agenti della dogana in contrasto con il suo visto da studente. Il visto venne cancellato e Majul fu espulso. Il ricorso presentato dall'avvocato venne respinto.
Majul fu dunque costretto a fare ritorno in patria, dove giocò la stagione 2017-2018 con gli Olmec Stone Heads che disputavano la Liga Mexicana Elite de Hockey. Per la stagione successiva ottenne un provino con l'HC Davos, che superò. Fu tuttavia nuovamente un intoppo burocratico legato al suo status di immigrato a bloccare il suo arrivo in Svizzera: arrivato con un visto turistico, per ottenere il visto definitivo avrebbe dovuto dimostrare di essere un giocatore professionista, ma le sue esperienze con squadre di college e con la nazionale del Messico (con cui gioca sin dal 2014) non vennero considerate sufficienti.
Alla scadenza del visto, si trasferì in Serbia per allenarsi con un allenatore ex compagno di Dorozhenko. Poco tempo dopo ricevette l'offerta da parte di una squadra lituana, Hockey Punks di Vilnius, con cui giocò per il resto della stagione.
La sua storia venne raccontata dal New York Times nel 2019, rendendolo un simbolo delle politiche restrittive sull'immigrazione durante la presidenza di Donald Trump.
Nell'estate del 2019 è approdato in Italian Hockey League, con l'Hockey Como. Nonostante le ottime prestazioni personali, la squadra lariana decise di giocare la stagione successiva con soli giocatori italiani, a causa dell'incertezza dovuta alla pandemia di COVID-19; Majul trovò dunque un ingaggio nella Suomi-sarja, con il Nokian Pyry.
Ha fatto ritorno al Como per disputare l'Italian Hockey League 2021-2022. Nella stagione successiva è rimasto nel medesimo campionato, ma con l'HC Dobbiaco. Gli altoatesini lo confermarono anche per la stagione successiva, ma a dicembre 2023 venne ceduto al Varese.

## Palmarès

### Individuali
- Miglior attaccante del campionato mondiale di hockey su ghiaccio - II Divisione, Gruppo B: 2

2015, 2016